# Aéroport de Tartu
Pour les articles homonymes, voir Eetu (homonymie).
L’aéroport de Tartu (estonien : Tartu lennujaam, (code IATA : TAY • code OACI : EETU) est un aéroport desservant la ville de Tartu, en Estonie. Il est situé à Reola, dans la commune d'Ülenurme.

## Compagnies aériennes et destinations
Le 29 avril 2024, Finnair, la seule compagnie internationale à desservir l'aéroport, décide de suspendre jusqu'au 31 mai 2024 tous ses vols vers Tartu, en raison de brouillages de GPS nécessaires à l'atterrissage. Ce brouillage est attribué aux Russes dans le cadre de la guerre russo-ukrainienne.
| Compagnies | Destinations    |
| ---------- | --------------- |
| Finnair    | Helsinki-Vantaa |

Actualisé le 21/05/2024

## Situation
| Kuressaare Kärdla Pärnu Tallinn Tartu Kihnu Ruhnu Tapa Amari |

## Statistiques du trafic aérien
L'évolution de l'activité depuis 1992 est la suivante :
| Année | Nombre de passagers | Nombre de vols | Marchandises (en tonnes) |
| ----- | ------------------- | -------------- | ------------------------ |
| 1992  | 2 045               | 400            | 15                       |
| 1993  | 917                 | 284            | 12                       |
| 1994  | 460                 | 320            | 9                        |
| 1995  | 822                 | 8 631          | 8                        |
| 1996  | 613                 | 12 750         | 8                        |
| 1997  | 544                 | 4 960          | 7                        |
| 1998  | 603                 | 4 582          | 2                        |
| 1999  | 1 360               | 4 112          | 2                        |
| 2000  | 2 738               | 3 688          | 2                        |
| 2001  | 1 865               | 2 605          | 0                        |
| 2002  | 1 534               | 5 474          | 5                        |
| 2003  | 1 608               | 4 558          | 0                        |
| 2004  | 1 268               | 4 342          | 0,6                      |
| 2005  | 902                 | 3 201          | 0                        |
| 2006  | 1 638               | 4 586          | 0                        |
| 2007  | 1 182               | 5 170          | 0                        |
| 2008  | 826                 | 5 638          | 0                        |
| 2009  | 9 707               | 4 597          | 0                        |
| 2010  | 23 504              | 4 809          | 0                        |
| 2011  | 18 583              | 4 971          | 0,02                     |
| 2012  | 20 302              | 6 356          | 0,3                      |
| 2013  | 13 690              | 5 159          | 0                        |
| 2014  | 14 493              | 5 173          | 0                        |
| 2015  | 21 117              | 5 052          | 0                        |